# 下一位前度
下一位前度是香港歌手林家謙從幕後走向幕前的出道單曲。發行前一周，林家謙因容祖兒的心之科學在《2018年度叱咤樂壇流行榜頒獎典禮》上和Howie得到了「叱咤樂壇至尊歌曲大獎作曲人」獎。

## 製作
2019年，林家謙選擇以自由度高的獨立音樂人出道。他在決定以歌手身份出道之前，已經於幕後累積了約5年多的資歷，期間多位合作的歌手，如陳奕迅、鄧小巧，林欣彤等多鼓勵他走向台前，幾經考慮後給自己一個機會，以下一位前度作為出道單曲。此單曲是與澤日生共同創作，林家謙稱曲風是迎合市場走向的，主旋律為降A大調，118BPM，林夕給此曲填的詞充滿佛學禪意，他曾在某次訪談中提到關於自己的愛情觀「愛情要來，不會抗拒；愛情要走，不會糾纏」，將「無常」意境在這首歌裡表達無遺。
2020年發行的單曲拼命無恙、以及2022年推出的某種老朋友，是延續這首單曲的創作。
2024年底林家謙發行的首張國語專輯隱形色裡收錄了此單曲，林夕重新填詞改寫為第幾位前任，延伸展開愛情沒有絕對答案的自我探詢，陳奕迅亦抽出時間，為這首重新錄製的歌曲配唱及兼任製作。

## 商業表現
獨立的工作室沒有太多的資源，林家謙親力親為，找哥哥一起以完全的自由度處理發行和文書等工作，歌曲發行後上榜11個星期，得到903專業推介第13周榜首。